# Patriarcado de Antioquía de los melquitas

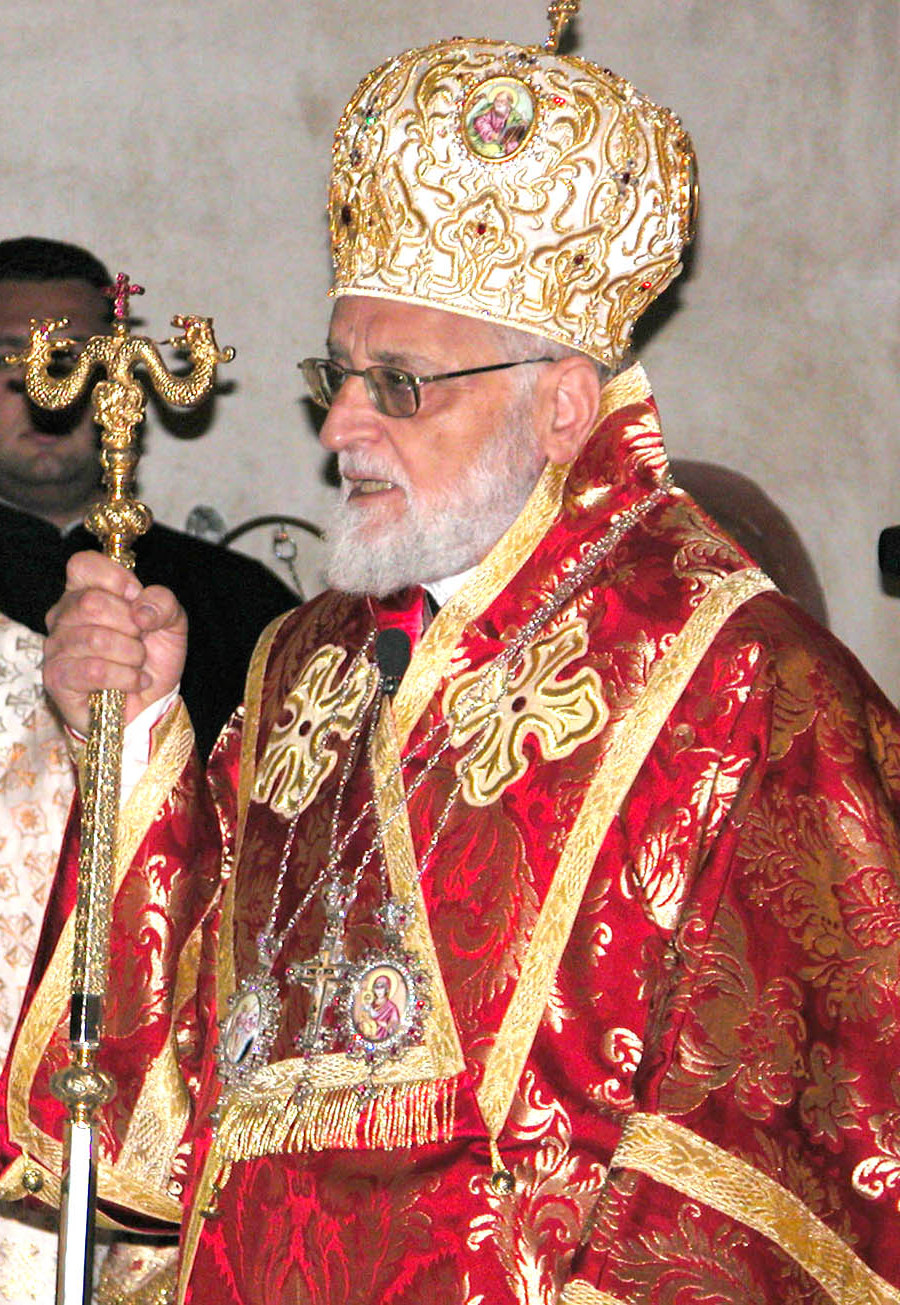
Gregorio III, patriarca entre 2000 y 2017

El patriarcado de Antioquía de los melquitas o patriarcado de Antioquía de los greco-católicos melquitas (en latín: Patriarchatus Antiochenus Graecorum Melkitarum) es la sede patriarcal, metropolitana y cabeza de la Iglesia greco-católica melquita, una Iglesia particular sui iuris oriental integrante de la Iglesia católica, que sigue el rito bizantino en los idiomas griego y árabe. 

## Territorio propio
De acuerdo al parágrafo XIII de la encíclica Orientalium dignitas del papa León XIII de 30 de noviembre de 1894 el territorio propio del patriarcado melquita corresponde al territorio entonces ocupado por el Imperio otomano: Estendiamo al Patriarca Greco-Melchita la giurisdizione sopra tutti i fedeli del medesimo rito che dimorano entro i confini dell’Impero Turco. En 1894 el Imperio otomano abarcaba una parte de la península balcánica, la mayor parte del Mediterráneo, Asia Menor, Armenia, Irak, Siria, Líbano, Palestina, Transjordania, el Hijaz, Yemen, Egipto y Tripolitania. La Iglesia greco-católica melquita tiene además eparquías y exarcados apostólicos que no están bajo la jurisdicción del patriarca, junto con parroquias y comunidades dispersas en diversos países bajo la jurisdicción de obispos locales de rito latino. El patriarca es miembro del Concilio de patriarcas católicos de Oriente.
El 22 de julio de 2020 el papa Francisco en un rescriptum ex audientia decidió derogar las disposiciones de sus dos antecesores y extender la jurisdicción de los 6 patriarcas orientales sobre los dos vicariatos apostólicos de Arabia, por lo que el patriarcado amplió su jurisdicción a Kuwait, Baréin, Catar, Emiratos Árabes Unidos, Omán, Yemen y Arabia Saudita.

## Patriarcas

### Patriarcas orientales católicos
En una Iglesia católica oriental un patriarca es un obispo que preside una Iglesia patriarcal autónoma sui iuris como padre y cabeza. El Concilio de Nicea en el año 325 reconoció a algunas sedes del Oriente preeminencia metropolitana sobre los obispados cercanos. A las Iglesias de Alejandría y de Antioquía el concilio les reconoció preeminencia sobre todos los metropolitanos de Egipto, Libia y Pentápolis (para Alejandría) y de la diócesis de Oriente (para Antioquía). Estableció además una precedencia de honor entre ambas sedes, teniendo el primer lugar en el Oriente la sede de Alejandría hasta que en 381 el Concilio de Constantinopla II creó el patriarcado de Constantinopla. En los siglos siguientes estos obispos fueron reconocidos con el nombre de patriarcas. Los patriarcados orientales se separaron de la comunión con la Sede de Roma o quedaron impedidos de comunicación con ella conformando Iglesias autocéfalas, en las cuales diversos procesos históricos derivaron en la conformación de las Iglesias orientales católicas. 
De acuerdo Código de los cánones de las Iglesias orientales un patriarca es un obispo que goza de poder sobre todos los obispos, incluyendo metropolitanos y otros fieles de la Iglesia que él preside, de acuerdo a las normas y leyes aprobadas por la suprema autoridad de la Iglesia (el papa). La erección, restauración, modificación y supresión de Iglesias patriarcales está reservada al papa, quien se reserva el derecho de reconocer o conceder el título de patriarca y de dar el asentimiento al traslado de la sede patriarcal. Los patriarcas presiden el rito de su Iglesia particular en cualquier parte del mundo, pero su autoridad sobre el clero está limita al territorio propio de su Iglesia patriarcal.
Los patriarcas son canónicamente elegidos por el sínodo de obispos de una Iglesia patriarcal y deben requerir la comunión eclesial del papa, sin la cual no pueden convocar al sínodo ni ordenar obispos.

### Patriarcado de Antioquía
Se atribuye a los apóstoles Pablo de Tarso y Simón Pedro la fundación de la Iglesia de Antioquía en el período apostólico a mediados del siglo I, de la cual se cree que Pedro fue su primer obispo en el año 36. El Concilio de Nicea I en 325 estableció el sistema de metropolitanatos o provincias eclesiásticas y reconoció la primacía de honor a las sedes de Roma, Alejandría y Antioquía, quedando establecido el metropolitanato de Antioquía en la provincia romana de Siria. En 361 a raíz de las controversias arrianas se produjo el cisma meletiano que dividió la Iglesia antioquena en 4 partidos hasta 417. El Concilio de Constantinopla II en 381 otorgó poderes de inspección sobre varios metropolitanatos al metropolitano de Antioquía, que pasó a tener primacía sobre las Iglesias de la diócesis de Oriente (provincias romanas de: Isauria, Cilicia, Chipre, Eufratensis, Mesopotamia, Osroena, Siria, Fenicia, Palestina I, Palestina II y Arabia Pétrea). En 416 el papa Inocencio I otorgó a la Iglesia de Chipre autonomía respecto al patriarcado de Antioquía, que el Concilio de Éfeso en 431 transformó en independencia. En 424 la Iglesia asiria del Oriente en el Imperio sasánida se desvinculó de Antioquía.
Durante el Concilio de Calcedonia en 451 se oficializó el título de patriarca de Antioquía y fue creado el patriarcado de Jerusalén separando de Antioquía las provincias romanas de Palestina y Arabia Pétrea. La sociedad cristiana del Oriente Medio se vio profundamente dividida y los que aceptaron el concilio, eran principalmente grecohablantes de las ciudades y fueron llamados melquitas (imperiales en siríaco) por los anticalcedonianos. Estos últimos eran predominantemente de habla siríaca, copta y armenia y dieron origen a las Iglesias monofisitas. En Antioquía se sucedieron patriarcas calcedonianos y anticalcedonianos hasta que se formalizó el cisma en 544 que dio origen a la Iglesia ortodoxa siria. En 467 la Iglesia de Iberia en Georgia pasó a ser autónoma dentro del patriarcado de Antioquía, independizándose en 1012.
En 636 los árabes expulsaron a los bizantinos de Siria, conquistaron Antioquía en 637 e introdujeron el islam y la lengua árabe. Desde 609 Constantinopla designó patriarcas titulares de Antioquía que residían en esa ciudad, por lo que en 685 los maronitas del Líbano comenzaron a nombrar sus propios patriarcas de Antioquía dando lugar a la Iglesia maronita. El 28 de octubre de 969 los bizantinos reconquistaron Antioquía. El 16 y 17 de julio de 1054 el patriarca de Constantinopla Miguel Cerulario y el cardenal Humberto de Silva Candida se excomulgaron mutuamente formalizando el Cisma de Oriente. Aunque el patriarca Pedro III de Antioquía intentó arbitrar entre ambas partes, posteriormente rompió también la comunión con Roma.
Antioquía pasó a manos de los selyúcidas en 1084 y de los cruzados en 1098, quienes en 1100 eligieron un patriarca de rito latino para presidir al patriarcado de Antioquía (sobre los principados de Antioquía, Edessa, Trípoli y luego de Chipre), mientras el patriarca griego huyó a Constantinopla. En 1268 el sultán mameluco Baybars I conquistó Antioquía y la destruyó, por lo que el patriarca latino de Antioquía pasó a residir en la curia romana y el patriarca ortodoxo residente en Constantinopla fue restaurado en Antioquía. El patriarcado de Antioquía abandonó el rito antioqueno y paulatinamente adoptó el bizantino. En el Concilio de Lyon II en 1274 fue proclamado el fin del cisma con la adhesión del patriarca Teodosio IV Villehardouin, pero duró hasta que el nuevo emperador bizantino Andrónico II Paleólogo repudió la unión en 1285. El patriarca Pacomio I trasladó la sede patriarcal a Damasco en fecha no precisada entre 1375 y 1386. En el Concilio de Florencia en 1439 el patriarca de Constantinopla José II y el emperador Juan VIII Paleólogo aceptaron la unión con el Occidente con la adhesión del patriarca Doroteo I de Antioquía, pero la unión fue repudiada en 1443 y restaurada por Antioquía en 1457 hasta la conquista otomana de 1516.

### Patriarcado de Antioquía de los melquitas
Desde 1342 frailes dominicos abrieron misiones en el Oriente Próximo, particularmente en Damasco, y en 1534 los jesuitas fueron realmente decisivos en la formación del partido católico en la Iglesia ortodoxa de Antioquía. En 1634 el patriarca Eutimio II Karmah aceptó la unión con Roma, pero murió pocos meses después presumiblemente envenenado, iniciando una sucesión de patriarcas criptocatólicos de Antioquía. Su sucesor Eutimio III de Quíos mantuvo en secreto su adherencia a Roma a causa de lo ocurrido a Eutimio II Karmah. A él le siguió Macarios III Zaim, quien mantuvo buenas relaciones con el papa y es considerado también criptocatólico. A su muerte en 1672 comenzó un período de división del patriarcado que culminó con la elección de Serafín Tanas el 20 de septiembre de 1724 por el partido procatólico de Damasco como patriarca de la Iglesia de Antioquía. El patriarca ortodoxo de Constantinopla, Jeremías III declaró inválida a la elección de Tanas y lo excomulgó, y desde ese momento la Iglesia greco-melquita de Antioquía ha existido separadamente en dos jurisdicciones paralelas, una católica y otra ortodoxa, aunque la jerarquía católica debió refugiarse en el Líbano fijando la residencia patriarcal en el monasterio del Santísimo Salvador cerca de Sidón. En 1848 cesó la persecución otomana contra los melquitas y el patriarca pasó a residir en Damasco.

## Patriarcas greco-melquitas católicos de Antioquía
El patriarca de Antioquía de los melquitas (Patriarcha Antiochenus Graecorum Melkitarum) lleva el título de patriarca de la ciudad de Antioquía, de Cilicia, Siria, Iberia, Arabia, Mesopotamia, Pentápolis, Etiopía, y todo el Egipto y el Oriente entero, padre de los padres, pastor de los pastores, obispo de los obispos, el décimo tercero de los santos apóstoles. Además a título personal el patriarca es también patriarca de Alejandría y patriarca de Jerusalén. Se acostumbra a abreviar su título como: patriarca de Antioquía y todo el Oriente, de Alejandría y de Jerusalén. El patriarca es desde 1840 el protector espiritual de la Orden Militar y Hospitalaria de San Lázaro de Jerusalén, Belén y Nazaret.
Listado de los patriarcas de la Iglesia greco-católica melquita según su fecha de elección por el calendario gregoriano (según sitio oficial del patriarcado), desde la división del patriarcado: 
- Cirilo VI Tanas 		(20 de septiembre de 1724-30 de diciembre de 1759)
- Máximo II Hakim 		(1 de agosto de 1760-28 de noviembre de 1761)
- Teodosio VI Dahan 	(26 de diciembre de 1761-30 de marzo de 1788)
- Atanasio V Jawhar 	(24 de abril de 1788-21 de noviembre de 1794, fue antipatriarca entre 1765 y 1768)
- Cirilo VII Siage 		(30 de diciembre de 1794-26 de julio de 1796)
- Agapios III Matar 	(31 de agosto de 1796-21 de enero de 1812)
- Ignacio IV Sarruf 	(9 de febrero de 1812-6 de noviembre de 1812)
- Atanasio VI Matar 	(1 de agosto de 1813-8 de noviembre de 1813)
- Macario IV Tawil 		(29 de noviembre de 1813-3 de diciembre de 1815)
- Ignacio V Qattan 		(28 de junio de 1816-9 de febrero de 1833)
- Máximo III Mazlum 	(24 de marzo de 1833-11 de agosto de 1855)
- Clemente I Bahouth 	(19 de marzo de 1856-24 de septiembre de 1864)
- Gregorio II Youssef-Sayur (29 de septiembre de 1864-13 de julio de 1897)
- Pedro IV Géraigiry 	(24 de febrero de 1898-24 de abril de 1902)
- Cirilo VIII Geha 		(28 de junio de 1902-10 de enero de 1916)
- Demetrio I Qadi 		(29 de marzo de 1919-25 de octubre de 1925)
- Cirilo IX Moghabghab 	(8 de diciembre de 1925-8 de septiembre de 1947)
- Máximo IV Saigh 		(30 de octubre de 1947-5 de noviembre de 1967)
- Máximo V Hakim 		(22 de noviembre de 1967-16 de octubre de 2000)
  - Arzobispo Jean Assaad Haddad (administrador apostólico sede plena: 6 de junio de 2000-29 de noviembre de 2000)
- Gregorio III Laham 	(29 de noviembre de 2000-6 de mayo de 2017)
- José I Absi 	(desde el 21 de junio de 2017)

### Patriarcados melquitas de Alejandría y de Jerusalén
La Iglesia de Jerusalén fue organizada por los apóstoles a partir de Pentecostés. El obispo de Jerusalén dependió del metropolitano de Cesarea Marítima (o en Palestina) y el Concilio de Nicea I en 325 le otorgó especiales atributos honoríficos. El Concilio de Calcedonia en 451 creó el patriarcado de Jerusalén separando de Antioquía las provincias romanas de Palestina y Arabia Pétrea, aunque el título patriarcal comenzó a usarse recién en 531. La tradición atribuye a Marcos el Evangelista haber sido el primer obispo de Alejandría. Tras el rechazo del Concilio de Calcedonia de 451 por el patriarca Dióscoro I de Alejandría la línea de patriarcas de Alejandría osciló entre calcedonianos y monofisitas hasta la total separación de la Iglesia copta no calcedoniana por el patriarca Teodosio I en 535. Tras el cisma de 1054 los patriarcas griegos de Alejandría y de Jerusalén rompieron la comunión con el papa y los cruzados establecieron en 1099 el patriarcado Latino de Jerusalén, por lo que los patriarcas ortodoxos permanecieron exiliados en Constantinopla hasta 1187, cuando volvieron a Jerusalén. 
Al principio las comunidades greco-católicas melquitas se limitaban a Siria y Líbano, pero luego comenzaron a emigrar a Palestina y a Egipto, por lo que un decreto de la Propaganda Fide publicado el 25 de julio de 1772 dio al patriarca de Antioquía jurisdicción sobre Palestina y Egipto como administrador apostólico de Alejandría y de Jerusalén para los melquitas. El 13 de enero de 1838 el papa Gregorio XVI reconoció a los patriarcas melquitas ad personam los títulos sobre los patriarcados de Alejandría y Jerusalén, por lo que su título pasó a ser patriarca católico greco-melquita de Antioquía y todo el Oriente, Alejandría y Jerusalén. Los patriarcas nombraron desde entonces vicarios patriarcales para cada sede: Damasco, Alejandría y Jerusalén. El 23 de mayo de 1848 el sultán otomano reconoció a los católicos melquitas como una millet y el patriarca Máximo III Mazloum recibió autoridad civil sobre los miembros de su Iglesia en el Imperio otomano, que hasta entonces dependía del patriarca ortodoxo de Constantinopla. La tutela otomana sobre el patriarcado melquita finalizó con la ocupación británica de Damasco el 1 de octubre de 1918.

## Eparquía propia del patriarca
La archieparquía metropolitana melquita de Damasco (Damascenus Graecorum Melkitarum) es la eparquía propia del patriarca, en la cual ejerce los mismos derechos y obligaciones que los demás obispos diocesanos. La metrópolis de Damasco existe desde cerca del año 300 y en fecha no determinada entre 1375 y 1386 el patriarca Pacomio I trasladó a Damasco su sede desde Antioquía. Existió un metropolitano melquita católico en Damasco desde 1724 hasta 1795, cuando la sede fue asumida por el patriarca en medio de la persecución otomana. Desde 1833 el patriarca nombra vicarios patriarcales (protosincelos) en Damasco, ciudad a la que trasladó su sede en 1848. Aunque tiene el rango de sede metropolitana, la archieparquía de Damasco no tiene sedes sufragáneas, el patriarca, sin embargo ejerce los derechos y obligaciones de metropolitano sobre las áreas del territorio propio del patriarcado no sujetas a una sede metropolitana.
La archieparquía comprende en Siria la gobernación de Damasco y la gobernación de la Campiña de Damasco (excepto los distritos de An-Nabek y Yabrud). La catedral de Nuestra Señora de la Dormición se halla en Damasco. De acuerdo al Anuario Pontificio 2016 tiene 3000 fieles en ocho parroquias, habiendo tenido 150 000 fieles en veinte parroquias en 2010, antes del comienzo de la guerra civil siria.

## Sínodo patriarcal
El sínodo patriarcal (Synodus Ecclesiae Graecae Melkitae Catholicae) está compuesto por los obispos, incluso los auxiliares, y es encabezado y convocado por el patriarca, quien debe tomar todas las decisiones importantes de acuerdo con él. Se reúne habitualmente una vez al año. Como las demás Iglesias orientales católicas autónomas, el patriarca puede erigir, modificar y suprimir eparquías, y nombrar a sus obispos, de acuerdo con el sínodo patriarcal y luego de consultar a la Santa Sede. Los obispos son designados por el patriarca y el sínodo patriarcal de una lista aprobada por el papa, confeccionada previamente por el sínodo patriarcal. Fuera del territorio propio del patriarcado, el patriarca y el sínodo melquita tienen jurisdicción en materia litúrgica únicamente, correspondiendo al papa la creación de diócesis y el nombramiento de obispos.

## Curia patriarcal
En la sede patriarcal de Damasco se halla la curia del patriarcado greco-católico melquita, que comprende el sínodo permanente, los obispos de sedes titulares o eméritos asignados a la curia (hasta 3), el tribunal ordinario de la Iglesia patriarcal, el oficial de finanzas, el canciller patriarcal, la comisión litúrgica y otras comisiones. Los miembros de la curia son nombrados por el patriarca, a excepción del sínodo permanente presidido por el patriarca y con 4 obispos, uno elegido por el patriarca y 3 designados por quinquenio por el sínodo patriarcal. Se reúne normalmente 12 veces al año y acompaña al patriarca en decisiones menores. En junio de 2004 fue reinaugurada la sede patriarcal de verano en Ain Traz, cerca de Beirut en el Líbano, que había sido destruida durante la guerra civil libanesa en 1983.

## Exarcados patriarcales
Dentro del territorio propio del patriarcado el patriarca puede crear, modificar o suprimir exarcados patriarcales y nombrar o remover a los exarcas, con el consentimiento del sínodo permanente. Estos exarcados son territorios que por especiales circunstancias no han sido erigidos en eparquías y los exarcas pueden regirlos a nombre del patriarca o por sí mismos.
El exarcado patriarcal de Irak fue creado el 17 de septiembre de 1838 debido a que fieles melquitas comenzaron a establecerse en Irak a mediados del siglo XVIII. En mayo de 1994 pasó a ser administrado por el archieparca de Petra y Filadelfia y desde 2004 está vacante y bajo administración directa del patriarca. Comprende todo Irak y tiene una única parroquia, la de San Jorge en Bagdad. De acuerdo al Anuario Pontificio 2016 tiene 200 fieles.
En el exarcado patriarcal de Estambul en Turquía (representaba también a los católicos maronitas y siríacos) entre septiembre de 1955 y 1957 fue destruida su única iglesia-parroquia en Estambul en los disturbios antigriegos y el exarca patriarcal abandonó Turquía, quedando vacante desde entonces. En 2018 no tiene parroquias y las pocas familias de fieles existentes fueron confiadas al vicario apostólico latino de Estambul el 25 de noviembre de 1996 en su calidad de administrador apostólico de los fieles bizantinos en Turquía. No es listado en el Anuario Pontificio.
El exarcado patriarcal de Kuwait existe desde el 25 de marzo de 1972, pero el 6 de marzo de 2003 el papa Juan Pablo II mediante un rescript ex-audientia —confirmado por Benedicto XVI el 16 de marzo de 2006— decidió que todos los fieles de cualquier rito y nacionalidad en los dos vicariatos de Arabia dependiesen exclusivamente de los vicarios apostólicos latinos. El archimandrita Boutros Gharib —designado exarca patriarcal el 9 de agosto de 2002— continuó sin embargo en forma excepcional al frente de su parroquia en Salwa debido a que el patriarca melquita no acató la decisión papal. Tenía 800 fieles temporarios de acuerdo al Anuario Pontificio 2007, no habiéndose publicado datos posteriores. El 22 de julio de 2020 el papa Francisco en otro rescriptum ex audientia decidió derogar las disposiciones de sus dos antecesores y extender la jurisdicción de los 6 patriarcas orientales sobre los dos vicariatos apostólicos de Arabia.

## Territorios dependientes del patriarca
Dentro de su propia eparquía, en monasterios estauropégicos (los que dependen solo del patriarca) y en otros lugares del territorio propio del patriarcado en donde no haya sido creada una eparquía ni un exarcado patriarcal, el patriarca tiene los mismos derechos que un obispo diocesano. En esos últimos territorios el patriarca puede crear territorios patriarcales dependientes de sí mismo y nombrar vicarios (protosincelos) para que los rijan en su nombre. Desde 1997 existen dos territorios con estas características, dentro de los cuales se encuentran las sedes patriarcales titulares de Jerusalén y de Alejandría. Estos territorios no son circunscripciones eclesiásticas formales, sino que partes del territorio del patriarcado bajo directa dependencia del patriarca. Tampoco estos territorios son los patriarcados de Alejandría y de Jerusalén, ya que ambos son solo títulos personales del patriarca melquita y no circunscripciones.
El territorio de Jerusalén dependiente del patriarca de Antioquía de los melquitas se extiende a las partes de Israel y de Cisjordania al sur de la línea de Cesarea Marítima y a la Franja de Gaza. Un vicario patriarcal fue nombrado desde 1836. En 1907 el área de Transjordania al norte del río Zarqa fue agregada a la archieparquía de San Juan de Acre y el 2 de mayo de 1932 perdió el resto de Transjordania al crearse la archieparquía de Petra y Filadelfia. En 1992 el vicariato patriarcal fue renombrado como exarcado patriarcal de Jerusalén y en 1997 como territorio dependiente del patriarca teniendo a su frente un arzobispo. De acuerdo al Anuario Pontificio 2016 tiene 3160 fieles en ocho parroquias. La catedral patriarcal de la Anunciación de la Virgen se halla en Jerusalén Oriental.  
El territorio de Egipto, Sudán y Sudán del Sur dependiente del patriarca de Antioquía de los melquitas o de Alejandría, Egipto y Sudán se subdivide en tres vicariatos patriarcales: Alejandría (incluye también a Libia), El Cairo, y Sudán (incluye a Sudán del Sur), con archimandritas al frente de los dos primeros y un exarca patriarcal para Sudán desde 1991. Un vicario patriarcal fue nombrado desde 1816 para los melquitas católicos de Egipto. En 1992 el vicariato patriarcal fue renombrado como exarcado patriarcal, en 1998 como territorio dependiente patriarcal de Egipto y Sudán y finalmente en 2012 como territorio dependiente patriarcal de Egipto, Sudán y Sudán del Sur. Existen dos catedrales patriarcales: catedral de la Resurrección en El Cairo y catedral de la Dormición en Alejandría. De acuerdo al Anuario Pontificio 2016 tiene 6200 fieles en trece parroquias, de las cuales hay doce en Egipto y una en Sudán, que tiene 300 fieles.